# Галуд Вігара
Галуд Вігара розташований за 14,5 кілометра (9,0 миля) на захід-південний захід від об'єкта Світової спадщини Сомапура Магавігара, у Пагапурі в районі Наогаон Бангладеш. Головною особливістю місця є «великий курган 100 футів у поперечнику та 25 футів заввишки», але є й інші кургани та залишки цегляних споруд. Деякі скульптури були вивезені з місця, яке також значно постраждало від того, що місцеві жителі виносили цеглу для повторного використання. Він розташований у селі Галуд Вігара, яке місцеві також називають Двіпґандж. Розкопки показують, що це було буддистське місце раннього середньовіччя, подібне до періоду Сомапура Магавігара та Сітакот Вігара в Навабгандж Упазіла округу Дінаджпур.

## Статус Світової спадщини
17 лютого 1999 року це місце було додано до Попереднього списку Світової спадщини ЮНЕСКО в категорії «Культура».